# Yucca jaliscensis
Yucca jaliscensis ist eine Pflanzenart der Gattung der Palmlilien (Yucca) in der Familie der Spargelgewächse (Asparagaceae).

## Beschreibung
Die solitär wachsende Yucca jaliscensis (engl. Izote Yucca) ist stammbildend und erreicht eine Wuchshöhe von vier bis acht Metern. Der Stamm hat einen Durchmesser bis zu 1,5 Meter. Die variablen, typisch blaugefärbten Blätter bilden an den Blatträndern feine Fasern. Der verzweigte, aufrecht oder zur Seite geneigte Blütenstand wird 0,4 bis 0,8 Meter lang. Die kugelförmigen weißen Blüten sind 2–3,5 cm lang und 1–1,5 cm breit.
Yucca jaliscensis der SektionYucca, Serie Treculianae ist selten und ist geographisch isoliert von weiteren Vertretern. Sie steht nahe zu Yucca schottii und Yucca grandiflora. Sie ist kaum bekannt und selten in Kultur. Bei trockenem Stand frosthart bis −15 °C. In Albuquerque, New Mexico, sind alte Exemplare zu bewundern.

## Verbreitung
Yucca jaliscensis wächst in Mexiko nahe der Pazifikküste in den Staaten Jalisco, Colima und Guanajuato auf Ebenen und niedrigen Hügeln in 1200–1700 m Höhe. Vergesellschaftet mit Agave colimana und anderen Agaven-Arten.

## Systematik
Die Erstbeschreibung durch den amerikanischen Botaniker William Trelease unter dem Namen Yucca jaliscensis ist 1920 veröffentlicht worden.

## Bilder

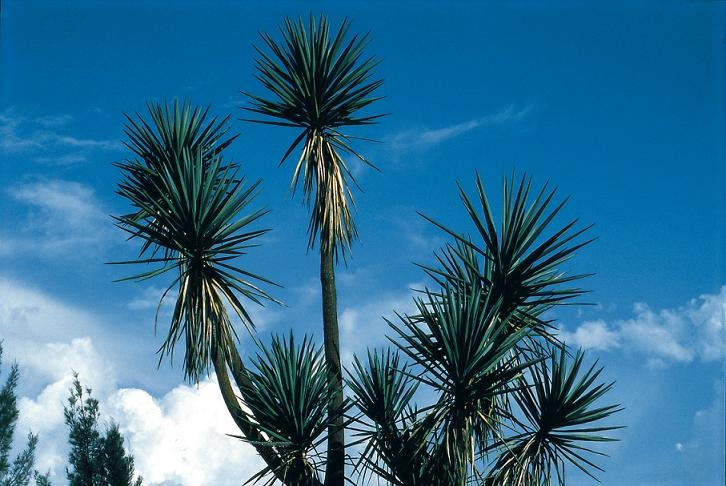
Yucca jaliscensis typischer Wuchs in Mexico
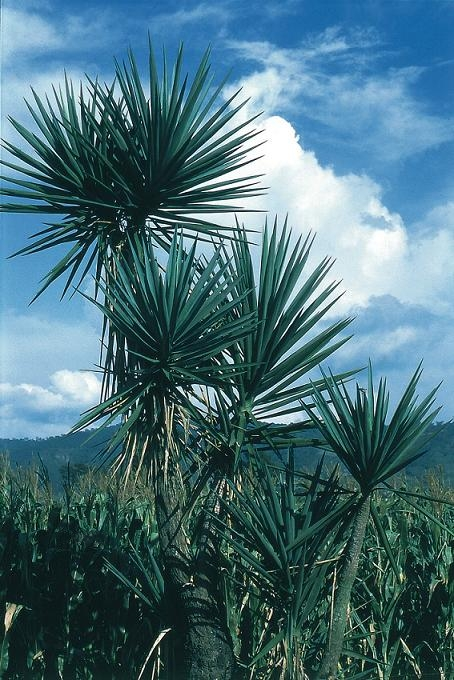
Yucca jaliscensis mit charakteristischen blauen Blättern in Mexico